# Nicolau V d'Alexandria
Nicolau V (Ioànnina, agost de 1876 - el Caire, 3 de març de 1939) va ser papa i patriarca ortodox d'Alexandria i de tota l'Àfrica de l'11 de febrer del 1936 al 3 de març del 1939.